# Riesenpekari
Das Riesenpekari (Pecari maximus) ist ein am brasilianischen Amazonas lebender Vertreter der Nabelschweine. Neben dem Halsbandpekari (Pecari tajacu) ist es der einzige Angehörige der Gattung der Halsbandpekaris (Pecari).
Es wurde 2000 vom niederländischen Zoologen Marc van Roosmalen entdeckt, der es auch 2007 erstmals beschrieb.

## Merkmale
Das Riesenpekari erreicht eine Schulterhöhe von 85 cm und eine Körperlänge von 127 cm. Die Ohren werden ca. 13 cm lang, der Schädel misst rund 261 mm in der Länge, während der Kiefer des Riesenpekaris etwa 182 mm lang wird. Ein Schwanz ist nur als Rudiment vorhanden. Die weiche, rosafarbene Schnauze des Riesenpekaris misst 5,3 × 4,0 cm. Das Körpergewicht konnte bislang noch nicht genau bestimmt werden, bewegt sich aber zwischen 40 und 50 kg. Mit diesen Maßen ist das Riesenpekari zwar das größte aller bekannten lebenden Neuweltschweine, im Körperbau ist es – vor allem verglichen mit dem Halsbandpekari – jedoch graziler: Die Beine sind im Verhältnis zum Körper länger und dünner, der Kopf ist hingegen kleiner, ebenso wie die Schnauze und die Ohren.
Das aus dünnen Borsten bestehende Fell der Tiere ist braun mit schmutzig-weißen Einsprenkeln. Entlang der Wirbelsäule verläuft von den Ohren bis zum Schwanz eine schwarze Rückenmähne. Zwar verfügt das Riesenpekari, wie auch das Halsbandpekari, über ein etwa 35 cm langes Halsband über Schultern und Brust, dieses ist jedoch nur schwach gezeichnet und fehlt bei einigen Tieren sogar ganz. Die Borsten der Rückenmähne sind 10,5–12,0 cm lang, die des Halsbandes 3,6–4,3 cm.

## Lebensraum
Das Riesenpekari bewohnt Flussgebiete des tropischen Regenwaldes. Es ist ein guter Schwimmer und gut an das Leben am Wasser angepasst.

## Verbreitung
Das vermutete Verbreitungsgebiet des Riesenpekaris liegt im Bereich der Flüsse Amazonas (nördliche Grenze), Rio Madeira (östliche Grenze), Rio Tapajós (westliche Grenze) und Rio Guaporé (südliche Grenze). Davon ausgenommen ist der nordwestliche Bereich dieses Gebietes, wo offene Savanne und Auenlandschaften vorherrschen. Unklar ist, ob auch eine Sichtung vom Rio Xapurí dem Riesenpekari zugeordnet werden kann. Der US-amerikanische Holzarbeiter John C. Yungjohann, der zwischen 1906 und 1919 dort lebte, beschrieb in seinem Buch White Gold ein Pekari, dessen Verhalten und Erscheinung sich mit denen des Riesenpekaris decken.

## Lebensweise

### Sozialverhalten
Anders als das nahe verwandte Halsbandpekari lebt das Riesenpekari nicht in großen Rotten von mehreren hundert Tieren. Vielmehr bewegen sich die Tiere in Paaren, zusammen mit ein bis zwei Frischlingen. Van Roosmalen vermutet, dass das Riesenpekari im Lauf seiner Entwicklungsgeschichte typisches Revierverhalten wie Rangkämpfe, Rudelleben und das Markieren des Lebensraums abgelegt hat. Dies könnte erklären, warum den bisher untersuchten Exemplaren der typische strenge Pekarigeruch fehlte. Auch könnte die verhältnismäßig unauffällige Lebensweise, verbunden mit dem eher kleinräumigen Verbreitungsgebiet, ein Grund dafür sein, dass das Riesenpekari so lange unentdeckt blieb.

### Ernährung
Das Riesenpekari ernährt sich von Samen und Fallobst, das es auf dem Erdboden findet. Auch hierin unterscheidet es sich von Halsband- und Weißbartpekari (Tayassu pecari), mit denen es sich das Verbreitungsgebiet teilt: Sie wühlen im Erdboden nach Wurzeln, Trüffeln und Sprösslingen, was sich in ihrer robusteren Schnauzenform niederschlägt.

## Systematik
Die Verwandtschaftsbeziehungen des Riesenpekaris stellen sich nach van Roosmalen wie folgt dar:
|  | Weißbartpekari (Tayassu pecari)  |
|  |                                  |
|  | Chaco-Pekari (Catagonus wagneri) |
|  |                                  |

|  | Halsbandpekari (Pecari tajacu) |
|  |                                |
|  | Riesenpekari (Pecari maximus)  |
|  |                                |

|  | Weißbartpekari (Tayassu pecari)  |
|  |                                  |
|  | Chaco-Pekari (Catagonus wagneri) |
|  |                                  |

|  | Halsbandpekari (Pecari tajacu) |
|  |                                |
|  | Riesenpekari (Pecari maximus)  |
|  |                                |

## Bestand und Gefährdung
Über die Populationsgröße des Riesenpekaris ist nichts bekannt, deshalb kann nur schwer eine Einschätzung bezüglich der Bedrohung dieser Art getroffen werden. Da dieses Nabelschwein jedoch auf einen bestimmten Habitattyp angewiesen ist, sieht van Roosmalen ein gewisses Risiko für das Riesenpekari. Vor allem die fortschreitende Rodung des Regenwalds, verbunden mit der Bejagung von Pekaris, stellt hierbei eine Gefahr dar. Eine zusätzliche Verletzlichkeit ergibt sich durch den Umstand, dass das Riesenpekari keinen Schutz in Rotten sucht und somit als einziges Pekari mit Hunden gejagt wird. Die IUCN führt den Riesenpekari nicht als eigene Art.